# Concert du nouvel an 2012 à Vienne
Le concert du nouvel an 2012 de l'orchestre philharmonique de Vienne, qui a lieu le 1er janvier 2012, est le 72e concert du nouvel an donné au Musikverein, à Vienne, en Autriche. Il est dirigé pour la deuxième fois par le chef d'orchestre letton Mariss Jansons, six ans après sa dernière apparition.
C'est la première et unique fois que des œuvres du compositeur russe Piotr Ilitch Tchaïkovski  (extraits du ballet La belle au bois dormant) sont interprétées lors d'un concert du nouvel an au Musikverein, à l'occasion de l'année du 120e anniversaire de sa mort.
Avec vingt-quatre pièces jouées, il s'agit du concert du nouvel an à Vienne présentant le plus d'œuvres différentes depuis 1940, dont six  jouées pour la première fois. En outre, les Petits Chanteurs de Vienne sont présents sur deux pièces.

## Programme

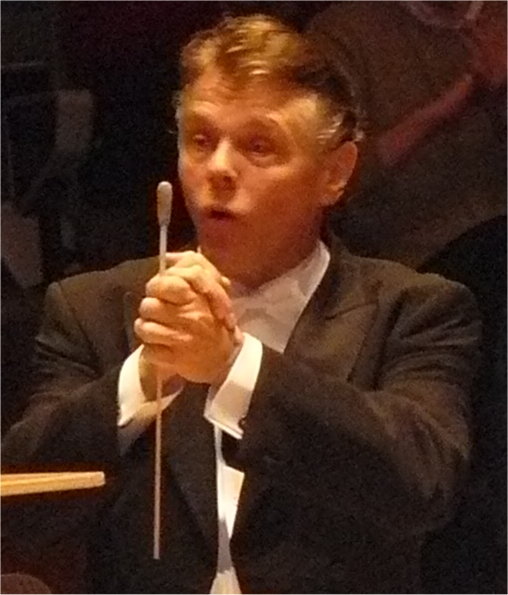
Le chef Mariss jansons (en 2008)

Les pièces suivies d'un astérisque (*) sont jouées pour la première fois.

### Première partie
1. Johann Strauss II et Josef Strauss : Vaterländischer Marsch, marche, sans numéro d'opus,*
2. Johann Strauss II : Rathausball-Tänze, valse, op. 438*
3. Johann Strauss II : Entweder – oder, polka rapide, op. 403*
4. Johann Strauss II : Tritsch-Tratsch-Polka, polka rapide, op. 214, arrangement de Gerald Wirth (de), version vocale par les Petits Chanteurs de Vienne
5. Carl Michael Ziehrer : Wiener Bürger, valse, op. 419
6. Johann Strauss II : Albion-Polka, polka, op. 102
7. Josef Strauss : Jokey-Polka, polka rapide, op. 278

### Deuxième partie
1. Josef Hellmesberger II : Danse diabolique
2. Josef Strauss : Künstler-Gruß, polka française, op. 274
3. Johann Strauss II : Freuet euch des Lebens, valse, op. 340
4. Johann Strauss : Sperl-Galopp, galop, op. 42
5. Hans Christian Lumbye : København Jernbane Damp Galop (Kopenhagener Eisenbahn-Dampf-Galopp), galop*
6. Josef Strauss : Feuerfest, polka française, op. 269, arrangement de Gerald Wirth (de), version vocale par les Petits Chanteurs de Vienne
7. Eduard Strauss : Carmen-Quadrille, quadrille, op. 134, contient des extraits de Carmen
8. Piotr Ilitch Tchaïkovski : panorama tiré du deuxième acte du ballet La Belle au bois dormant, op. 66*
9. Piotr Ilitch Tchaïkovski : valse tirée du premier acte du ballet La Belle au bois dormant, op. 66*
10. Johann Strauss II et Josef Strauss : Pizzicato-Polka, polka
11. Johann Strauss II : Persischer Marsch, marche, op. 289
12. Josef Strauss : Brennende Liebe, polka-mazurka, op. 129
13. Josef Strauss : Delirien-Walzer, valse, op. 212
14. Johann Strauss II : Unter Donner und Blitz, polka rapide, op. 324

### Rappels
1. Johann Strauss II : Tik-Tak, polka rapide, op. 365
2. Johann Strauss II : Le Beau Danube bleu, valse, op. 314
3. Johann Strauss : Marche de Radetzky, marche, op. 228

## Discographie
- Mariss Jansons, Vienna Philharmonic – Neujahrskonzert 2012 : Sony Classical – 88697927102, 2 CD[1].

## Vidéographie
- Mariss Jansons, Vienna Philharmonic – Neujahrskonzert 2012 : Sony Classical – 88697927139, DVD[2].